# 股道
股道（Station Track），指铁路车站内带编号的轨道，用于确定列车停靠的具体位置。股道含正线和到发线。

## 编号
站内正线规定用罗马数字编号（Ⅰ、Ⅱ、...），站线用阿拉伯数字编号（1、2、3、...）。 在单线铁路上的车站应当从站舍一侧股道开始顺序编号。 在双线铁路上的车站，下行正线一侧用单数，上行正线一侧用双数，从正线向外顺序编号。 大站上股道较多，应分别按动车场各自编号。